# Mary Knisely
Mary Knisely (geb. Schilly; * 29. Mai 1959) ist eine ehemalige US-amerikanische Langstreckenläuferin.
1985 kam sie bei den Crosslauf-Weltmeisterschaften in Lissabon auf den 28. Platz und wurde beim Leichtathletik-Weltcup in Canberra Zweite. Im Jahr darauf wurde sie Dritte beim Freihofer’s Run for Women.
1987 trug sie bei den Crosslauf-Weltmeisterschaften in Warschau mit einem 14. Platz zum Gewinn der Goldmedaille für das US-Team bei. Über 3000 m siegte sie bei den Panamerikanischen Spielen in Indianapolis und wurde Zehnte bei den Leichtathletik-Weltmeisterschaften in Rom.
1989 wurde sie Dritte beim Columbus-Marathon und 1990 Sechste beim Chicago-Marathon.
1999 qualifizierte sie sich mit einem siebten Platz beim Cleveland-Marathon für die US-Ausscheidung für den olympischen Marathon 2000, bei der sie auf dem 21. Platz einlief. Im selben Jahr wurde sie Elfte beim Chicago-Marathon, und 2001 kam sie beim Twin Cities Marathon auf den 13. Platz.
1986 und 1987 wurde sie US-Meisterin über 3000 m.

## Persönliche Bestzeiten
- 1500 m: 4:05,70 min, 13. Juli 1985, Paris
- 1 Meile: 4:28,49 min, 10. Juli 1987, London
- 2000 m: 5:40,50 min, 11. Juli 1986, London
- 3000 m: 8:42,84 min, 13. Juli 1987, Nizza
- 5000 m: 15:22,33 min, 10. September 1986, Rom
- 10.000 m: 32:19,93 min, 5. Oktober 1985, Canberra
- 10-km-Straßenlauf: 32:37 min, 17. Mai 1986, Albany
- Marathon: 2:35:16 h, 12. November 1989, Columbus